# Dozón
Dozón là một đô thị trong tỉnh Pontevedra, Galicia, Tây Ban Nha.
42°35′B 8°01′T / 42,583°B 8,017°T